# Zjednoczony Kościół Chrystusowy na Filipinach
Zjednoczony Kościół Chrystusowy na Filipinach (ang. United Church of Christ in the Philippines, UCCP) – jest to kościół chrześcijański na Filipinach. Założony w swojej obecnej formie w 1948 roku w Manili, stolicy Filipin. Powstał w wyniku unii różnych wyznań protestanckich głównie tych, które przybyły ze Stanów Zjednoczonych na początku XX wieku. W skład unii weszły: Disciples of Christ, prezbiterianie, kongregacjonaliści, zjednoczeni bracia w Chrystusie i filipińscy metodyści.
Zjednoczony Kościół Chrystusowy jest drugim co do wielkości kościołem protestanckim na Filipinach. Na rok 2018 posiadał około 1 miliona członków, 2218 pastorów, w 3112 zborach. Jego główna siedziba znajduje się w Quezón City.
UCCP jest członkiem lokalnych i międzynarodowych organów ekumenicznych, takich jak Narodowa Rada Kościołów na Filipinach, Chrześcijańska Konferencja Azji, Światowa Rada Kościołów, Światowy Alians Kościołów Reformowanych, Chrześcijańska Konferencja Pokoju, Światowa Rada Metodystyczna, a ostatnio także Zjednoczonej Misji Ewangelicznej.
Kościół posiada 20 szkół i uniwersytetów, oraz prowadzi 5 ośrodków zdrowia i szpitali.